# Omorgus alternans
Omorgus alternans es una especie de escarabajo del género Omorgus, familia Trogidae. Fue descrita científicamente por MacLeay en 1827.
Esta especie se encuentra en Australia Occidental y Meridional.